# Shahla Ujayli
Shahla Ujayli (en arabe : شَهْلا العُجَيْليّ / romanisation ALA-LC : Shahlā al-ʻUjaylī), née en 1976, est une romancière syrienne.

## Biographie
Nièce du romancier Abd al-Salam al-Ujayli, elle est la fille d'un architecte.
Après des études de littérature arabe moderne, elle obtient un doctorat obtenu à l'université d'Alep et y devient professeur. Elle enseigne la littérature arabe moderne à l'université américaine de Madaba (Jordanie) et a été plusieurs fois publiée dans le magazine Banipal. Elle a publié plusieurs essais littéraires : The Syrian Novel: Experimentalism and Theoretical Categories (2009), Cultural Particularity in the Arabic Novel (2011) et Mirror of Strangeness: Articles on Cultural Criticism (2006).
Son premier roman The Cat's Eye (titre de la traduction anglaise) publié en 2006, remporte un prix littéraire en Jordanie en 2009.
En 2016, son ouvrage A sky so close to us (titre de la traduction anglaise) est nommé parmi les candidats au prix international de la fiction arabe,.

## Œuvres

### Romans
- (en) A sky so close to us (ISBN 9781623719838 et 1623719836, OCLC 1038250252, lire en ligne)

### Recueils de nouvelles
- The Latticed Window (2005)
- Bed of the King’s Daughter (2016), prix Al-Multaqa 2017 de la nouvelle arabophone décerné par l'université américaine du Koweït